# Baegusan
Baegusan (koreanska: 백우산) är ett berg i Sydkorea.   Det ligger i provinsen Gangwon, i den norra delen av landet, 100 km öster om huvudstaden Seoul. Toppen på Baegusan är 895 meter över havet, eller 366 meter över den omgivande terrängen. Bredden vid basen är 4,2 km.
Terrängen runt Baegusan är huvudsakligen kuperad. Runt Baegusan är det ganska glesbefolkat, med 38 invånare per kvadratkilometer. I omgivningarna runt Baegusan växer i huvudsak blandskog.